# Paul McCrane
Paul McCrane (Filadélfia, 19 de janeiro de 1961) é um ator norte-americano de cinema, televisão e teatro, bem como um diretor de televisão ocasional e cantor.
É casado com Dana Kellin, uma designer de jóias, desde 1998. Eles tiveram dois filhos, William Thomas e Noa Catherine.
Alguns de seus papéis incluem Emil Antonowsky em RoboCop, Montgomery McNeil em Fame (musical no qual compôs a maioria das músicas), Astronauta Pete Conrad em From the Earth to the Moon, mutante sugador de câncer Leonard Betts em Arquivo-X e o antipático cirurgião Robert Romano na série televisiva ER, seu mais conhecido personagem. Também atuou em papéis secundários como o quase imperceptível guarda Trout, em Um Sonho de Liberdade (The ShawShank Redemption), na companhia de Jude Ciccolella, que na série 24 Horas interpreta Mike Novick, assistente dos presidentes David Palmer e Charles Logan. McCrane aparece de forma perceptível em três cenas do filme, enquanto conversa com outros guardas no telhado da fábrica, no momento em que detentos trabalham. Ciccollela também aparece nessas cenas.
É conhecido também por interpretar personagens que sofrem ferimentos horríveis e/ou mortes violentas. Em RoboCop, seu personagem é coberto por ácido e depois atropelado; Em Arquivo-X, seu personagem perde a cabeça em um acidente de ambulância, renegera ela e depois é vítima de uma explosão de carro; Em ER, ele é conhecido como o personagem mais azarado: ele perde o braço em uma hélice de helicóptero e sobrevive para depois morrer quando um helicóptero cai em cima dele. Após a saída de seu personagem em ER, ele retornou à série dirigindo vários episódios.
Atualmente, ele pode ser visto em 24 Horas no papel de Graem Bauer um dos vilões principais da 5ª Temporada que também retorna na 6ª Temporada.
Paul McCrane é o interprete de uma das mais belas músicas dos anos 80, "Is It Okay If I Call You Mine?", do musical Fame.